# 耶律汀
耶律汀（?—?），辽国宗室耶律襄之女，封义成公主。
统和七年（989年），辽圣宗把耶律汀嫁给党项首领李继迁。李继迁死后，开泰二年（1013年），辽圣宗遣使引进使李延弘赐夏国王李德昭及义成公主车马。

## 父
- 耶律襄，任王子帳節度使，具体世系不详。